# 2018-as AFC-bajnokok ligája
A 2018-as AFC-bajnokok ligája volt a legrangosabb ázsiai nemzetközi labdarúgókupa, mely jelenlegi nevén 16., jogelődjeivel együttvéve pedig 37. alkalommal került kiírásra.
A címvédő a japán Urava Red Diamonds volt. A bajnoki trófeát a japán Kasima Antlers szerezte meg, a kupa történetében először.

## Csapatok
A kupába összesen 46 csapat kvalifikált.
| Labdarúgó-szövetség                | Csapat             | Kvalifikálás módja                                                                                |
| ---------------------------------- | ------------------ | ------------------------------------------------------------------------------------------------- |
| Egyesült Arab Emírségek (3 csapat) | Al-Jazira          | A 2016–17-es egyesült arab emírségekbeli első osztály bajnoka                                     |
| Egyesült Arab Emírségek (3 csapat) | el-Vahda           | A 2016–17-es egyesült arab emírségekbeli labdarúgókupa győztese                                   |
| Egyesült Arab Emírségek (3 csapat) | Al-Wasl            | A 2016–17-es egyesült arab emírségekbeli első osztály ezüstérmese                                 |
| Szaúd-Arábia (2 csapat)            | el-Hilál           | A 2016–17-es szaúd-arábiai első osztály bajnoka és a 2017-es szaúd-arábiai labdarúgókupa győztese |
| Szaúd-Arábia (2 csapat)            | el-Áhlí            | A 2016–17-es szaúd-arábiai első osztály ezüstérmese                                               |
| Irán (3 csapat)                    | Persepolis         | A 2016–17-es iráni első osztály bajnoka                                                           |
| Irán (3 csapat)                    | Esteghlal          | A 2016–17-es iráni első osztály ezüstérmese                                                       |
| Irán (3 csapat)                    | Tractor            | A 2016–17-es iráni első osztály bronzérmese                                                       |
| Katar (3 csapat)                   | ed-Duhaíl          | A 2016–17-es katari első osztály bajnoka                                                          |
| Katar (3 csapat)                   | Asz-Szadd          | A 2016–17-es katari első osztály ezüstérmese és a 2017-es emír-kupa győztese                      |
| Katar (3 csapat)                   | Al-Rayyan          | A 2016–17-es katari első osztály bronzérmese                                                      |
| Üzbegisztán (1 csapat)             | Lokomotiv Tashkent | A 2017-es üzbég első osztály bajnoka és a 2017-es üzbég labdarúgókupa győztese                    |

| Labdarúgó-szövetség   | Csapat                 | Kvalifikálás módja                                                                          |
| --------------------- | ---------------------- | ------------------------------------------------------------------------------------------- |
| Dél-Korea (3 csapat)  | Jeonbuk Hyundai Motors | A 2017-es dél-koreai első osztály bajnoka                                                   |
| Dél-Korea (3 csapat)  | Ulszan Hyundai         | A 2017-es dél-koreai labdarúgókupa győztese                                                 |
| Dél-Korea (3 csapat)  | Csedzsu United         | A 2017-es dél-koreai első osztály ezüstérmese                                               |
| Japán (3 csapat)      | Kavaszaki Frontale     | A 2017-es japán első osztály bajnoka                                                        |
| Japán (3 csapat)      | Cerezo Oszaka          | A 2017-es japán első osztály bronzérmese és a 2017-es japán labdarúgókupa győztese          |
| Japán (3 csapat)      | Kasima Antlers         | A 2017-es japán első osztály ezüstérmese                                                    |
| Kína (2 csapat)       | Kuangcsou              | A 2017-es kínai első osztály bajnoka                                                        |
| Kína (2 csapat)       | Sanghaj Senhua         | A 2017-es kínai labdarúgókupa győztese                                                      |
| Ausztrália (2 csapat) | Sydney                 | A 2016–17-es ausztrál első osztály alapszakaszának és egyenes kieséses szakaszának győztese |
| Ausztrália (2 csapat) | Melbourne Victory      | A 2016–17-es ausztrál első osztály alapszakaszának második helyezettje                      |
| Thaiföld (1 csapat)   | Buriram United         | A 2017-es thaiföldi első osztály bajnoka                                                    |
| Hong Kong (1 csapat)  | Kitchee                | A 2016–17-es hongkongi első osztály bajnoka                                                 |

| Labdarúgó-szövetség                | Csapat                   | Kvalifikálás módja                                                         |
| ---------------------------------- | ------------------------ | -------------------------------------------------------------------------- |
| Egyesült Arab Emírségek (1 csapat) | El-Ajn                   | A 2016–17-es egyesült arab emírségekbeli első osztály negyedik helyezettje |
| Irán (1 csapat)                    | Zob Ahan Esfahan         | A 2016–17-es iráni első osztály negyedik helyezettje                       |
| Katar (1 csapat)                   | Al-Gharafa               | A 2016–17-es katari első osztály ötödik helyezettje                        |
| Üzbegisztán (2 csapat)             | Nasaf                    | A 2017-es üzbég első osztály ezüstérmese                                   |
| Üzbegisztán (2 csapat)             | Pakhtakor Tashkent       | A 2017-es üzbég első osztály bronzérmese                                   |
| Jordánia (1 csapat)                | Al-Faisaly               | A 2016–17-es jordán első osztály bajnoka                                   |
| India (1 csapat)                   | Aizawl                   | A 2016–17-es indiai első osztály bajnoka                                   |
| Bahrein (1 csapat)                 | Malkiya                  | A 2016–17-es bahreini első osztály bajnoka                                 |
| Dél-Korea (1 csapat)               | Szuvon Samsung Bluewings | A 2017-es dél-koreai első osztály bronzérmese                              |
| Japán (1 csapat)                   | Kasiva Reysol            | A 2017-es japán első osztály negyedik helyezettje                          |
| Kína (2 csapat)                    | Shanghai Port            | A 2017-es kínai első osztály ezüstérmese                                   |
| Kína (2 csapat)                    | Tiencsin Csüancsien      | A 2017-es kínai első osztály bronzérmese                                   |

| Labdarúgó-szövetség   | Csapat             | Kvalifikálás módja                                                      |
| --------------------- | ------------------ | ----------------------------------------------------------------------- |
| Ausztrália (1 csapat) | Brisbane Roar      | A 2016–17-es ausztrál első osztály alapszakaszának harmadik helyezettje |
| Thaiföld (2 csapat)   | Chiangrai United   | A 2017-es thaiföldi labdarúgókupa győztese                              |
| Thaiföld (2 csapat)   | Muangthong United  | A 2017-es thaiföldi első osztály ezüstérmese                            |
| Hong Kong (1 csapat)  | Eastern            | A 2016–17-es hongkongi szuperkupa győztese                              |
| Vietnám (1 csapat)    | Dong A Thanh Hoa   | A 2017-es vietnámi első osztály ezüstérmese                             |
| Malajzia (1 csapat)   | Johor Darul Ta'zim | A 2017-es maláj első osztály bajnoka                                    |

| Labdarúgó-szövetség       | Csapat          | Kvalifikálás módja                             |
| ------------------------- | --------------- | ---------------------------------------------- |
| Indonézia (1 csapat)      | Bali United     | A 2017-es indonéz első osztály ezüstérmese     |
| Mianmar (1 csapat)        | Shan United     | A 2017-es mianmari első osztály bajnoka        |
| Fülöp-szigetek (1 csapat) | United City     | A 2017-es fülöp-szigeteki első osztály bajnoka |
| Szingapúr (1 csapat)      | Tampines Rovers | A 2017-es szingapúri első osztály ezüstérmese  |

## Selejtezők

### 1. selejtezőkör
| 1. csapat   | Eredmény        | 2. csapat       |
| ----------- | --------------- | --------------- |
| Bali United | 3–1             | Tampines Rovers |
| Shan United | 1–1 (bünt. 3–4) | United City     |

### 2. selejtezőkör
| 1. csapat         | Eredmény   | 2. csapat          |
| ----------------- | ---------- | ------------------ |
| Eastern           | 2–4        | Dong A Thanh Hoa   |
| Muangthong United | 5–2        | Johor Darul Ta'zim |
| Chiangrai United  | 2–1 (h.u.) | Bali United        |
| Brisbane Roar     | 2–3        | United City        |

### Rájátszás
| 1. csapat        | Eredmény | 2. csapat          |
| ---------------- | -------- | ------------------ |
| El-Ajn           | 2–0      | Malkiya            |
| Zob Ahan Esfahan | 3–1      | Aizawl             |
| Al-Gharafa       | 2–1      | Pakhtakor Tashkent |
| Nasaf            | 5–1      | Al-Faisaly         |

| 1. csapat                | Eredmény | 2. csapat         |
| ------------------------ | -------- | ----------------- |
| Szuvon Samsung Bluewings | 5–1      | Dong A Thanh Hoa  |
| Kasiva Reysol            | 3–0      | Muangthong United |
| Shanghai Port            | 1–0      | Chiangrai United  |
| Tiencsin Csüancsien      | 2–0      | United City       |

## Csoportkör

### A csoport
| Hely. | Csapat     | M | Gy | D | V | G+ | G– | Gk | P  | Továbbjutás vagy kiesés       |     | ELA | ALJ | ALG | TRA |
| ----- | ---------- | - | -- | - | - | -- | -- | -- | -- | ----------------------------- | --- | --- | --- | --- | --- |
| 1.    | el-Áhlí    | 6 | 4  | 2 | 0 | 9  | 4  | +5 | 14 | Továbbjutott a nyolcaddöntőbe |     | —   | 2–1 | 1–1 | 2–0 |
| 2.    | Al-Jazira  | 6 | 2  | 2 | 2 | 9  | 9  | 0  | 8  | Továbbjutott a nyolcaddöntőbe |     | 1–2 | —   | 3–2 | 0–0 |
| 3.    | Al-Gharafa | 6 | 2  | 2 | 2 | 12 | 9  | +3 | 8  |                               |     | 1–1 | 2–3 | —   | 3–0 |
| 4.    | Tractor    | 6 | 0  | 2 | 4 | 2  | 10 | −8 | 2  |                               | 0–1 | 1–1 | 1–3 | —   |     |

### B csoport
| Hely. | Csapat             | M | Gy | D | V | G+ | G– | Gk | P  | Továbbjutás vagy kiesés       |     | ALD | ZAE | LOT | ALV |
| ----- | ------------------ | - | -- | - | - | -- | -- | -- | -- | ----------------------------- | --- | --- | --- | --- | --- |
| 1.    | ed-Duhaíl          | 6 | 6  | 0 | 0 | 13 | 6  | +7 | 18 | Továbbjutott a nyolcaddöntőbe |     | —   | 3–1 | 3–2 | 1–0 |
| 2.    | Zob Ahan Esfahan   | 6 | 2  | 1 | 3 | 6  | 8  | −2 | 7  | Továbbjutott a nyolcaddöntőbe |     | 0–1 | —   | 2–0 | 2–0 |
| 3.    | Lokomotiv Tashkent | 6 | 2  | 1 | 3 | 13 | 9  | +4 | 7  |                               |     | 1–2 | 1–1 | —   | 5–0 |
| 4.    | el-Vahda           | 6 | 1  | 0 | 5 | 6  | 15 | −9 | 3  |                               | 2–3 | 3–0 | 1–4 | —   |     |

### C csoport
| Hely. | Csapat     | M | Gy | D | V | G+ | G– | Gk | P  | Továbbjutás vagy kiesés       |     | PER | ASZ | NAS | ALW |
| ----- | ---------- | - | -- | - | - | -- | -- | -- | -- | ----------------------------- | --- | --- | --- | --- | --- |
| 1.    | Persepolis | 6 | 4  | 1 | 1 | 8  | 3  | +5 | 13 | Továbbjutott a nyolcaddöntőbe |     | —   | 1–0 | 3–0 | 2–0 |
| 2.    | Asz-Szadd  | 6 | 4  | 0 | 2 | 11 | 5  | +6 | 12 | Továbbjutott a nyolcaddöntőbe |     | 3–1 | —   | 4–0 | 2–1 |
| 3.    | Nasaf      | 6 | 3  | 1 | 2 | 4  | 8  | −4 | 10 |                               |     | 0–0 | 1–0 | —   | 1–0 |
| 4.    | Al-Wasl    | 6 | 0  | 0 | 6 | 3  | 10 | −7 | 0  |                               | 0–1 | 1–2 | 1–2 | —   |     |

### D csoport
| Hely. | Csapat    | M | Gy | D | V | G+ | G– | Gk | P  | Továbbjutás vagy kiesés       |     | EST | ELA | ALR | ELH |
| ----- | --------- | - | -- | - | - | -- | -- | -- | -- | ----------------------------- | --- | --- | --- | --- | --- |
| 1.    | Esteghlal | 6 | 3  | 3 | 0 | 9  | 5  | +4 | 12 | Továbbjutott a nyolcaddöntőbe |     | —   | 1–1 | 2–0 | 1–0 |
| 2.    | El-Ajn    | 6 | 2  | 4 | 0 | 10 | 6  | +4 | 10 | Továbbjutott a nyolcaddöntőbe |     | 2–2 | —   | 1–1 | 2–1 |
| 3.    | Al-Rayyan | 6 | 1  | 3 | 2 | 7  | 11 | −4 | 6  |                               |     | 2–2 | 1–4 | —   | 2–1 |
| 4.    | el-Hilál  | 6 | 0  | 2 | 4 | 3  | 7  | −4 | 2  |                               | 0–1 | 0–0 | 1–1 | —   |     |

### E csoport
| Hely. | Csapat                 | M | Gy | D | V | G+ | G– | Gk  | P  | Továbbjutás vagy kiesés       |     | JHM | TIC | KAR | KIT |
| ----- | ---------------------- | - | -- | - | - | -- | -- | --- | -- | ----------------------------- | --- | --- | --- | --- | --- |
| 1.    | Jeonbuk Hyundai Motors | 6 | 5  | 0 | 1 | 22 | 9  | +13 | 15 | Továbbjutott a nyolcaddöntőbe |     | —   | 6–3 | 3–2 | 3–0 |
| 2.    | Tiencsin Csüancsien    | 6 | 4  | 1 | 1 | 15 | 11 | +4  | 13 | Továbbjutott a nyolcaddöntőbe |     | 4–2 | —   | 3–2 | 3–0 |
| 3.    | Kasiva Reysol          | 6 | 1  | 1 | 4 | 6  | 10 | −4  | 4  |                               |     | 0–2 | 1–1 | —   | 1–0 |
| 4.    | Kitchee                | 6 | 1  | 0 | 5 | 1  | 14 | −13 | 3  |                               | 0–6 | 0–1 | 1–0 | —   |     |

### F csoport
| Hely. | Csapat             | M | Gy | D | V | G+ | G– | Gk | P  | Továbbjutás vagy kiesés       |     | SHP | ULH | MEV | KAF |
| ----- | ------------------ | - | -- | - | - | -- | -- | -- | -- | ----------------------------- | --- | --- | --- | --- | --- |
| 1.    | Shanghai Port      | 6 | 3  | 2 | 1 | 10 | 6  | +4 | 11 | Továbbjutott a nyolcaddöntőbe |     | —   | 2–2 | 4–1 | 1–1 |
| 2.    | Ulszan Hyundai     | 6 | 2  | 3 | 1 | 15 | 11 | +4 | 9  | Továbbjutott a nyolcaddöntőbe |     | 0–1 | —   | 6–2 | 2–1 |
| 3.    | Melbourne Victory  | 6 | 2  | 2 | 2 | 11 | 16 | −5 | 8  |                               |     | 2–1 | 3–3 | —   | 1–0 |
| 4.    | Kavaszaki Frontale | 6 | 0  | 3 | 3 | 6  | 9  | −3 | 3  |                               | 0–1 | 2–2 | 2–2 | —   |     |

### G csoport
| Hely. | Csapat         | M | Gy | D | V | G+ | G– | Gk | P  | Továbbjutás vagy kiesés       |     | KUA | BUU | CEO | CSU |
| ----- | -------------- | - | -- | - | - | -- | -- | -- | -- | ----------------------------- | --- | --- | --- | --- | --- |
| 1.    | Kuangcsou      | 6 | 3  | 3 | 0 | 12 | 6  | +6 | 12 | Továbbjutott a nyolcaddöntőbe |     | —   | 1–1 | 3–1 | 5–3 |
| 2.    | Buriram United | 6 | 2  | 3 | 1 | 7  | 6  | +1 | 9  | Továbbjutott a nyolcaddöntőbe |     | 1–1 | —   | 2–0 | 0–2 |
| 3.    | Cerezo Oszaka  | 6 | 2  | 2 | 2 | 6  | 8  | −2 | 8  |                               |     | 0–0 | 2–2 | —   | 2–1 |
| 4.    | Csedzsu United | 6 | 1  | 0 | 5 | 6  | 11 | −5 | 3  |                               | 0–2 | 0–1 | 0–1 | —   |     |

### H csoport
| Hely. | Csapat                   | M | Gy | D | V | G+ | G– | Gk | P  | Továbbjutás vagy kiesés       |     | SSB | KAA | SYD | SAS |
| ----- | ------------------------ | - | -- | - | - | -- | -- | -- | -- | ----------------------------- | --- | --- | --- | --- | --- |
| 1.    | Szuvon Samsung Bluewings | 6 | 3  | 1 | 2 | 8  | 7  | +1 | 10 | Továbbjutott a nyolcaddöntőbe |     | —   | 1–2 | 1–4 | 1–1 |
| 2.    | Kasima Antlers           | 6 | 2  | 3 | 1 | 8  | 6  | +2 | 9  | Továbbjutott a nyolcaddöntőbe |     | 0–1 | —   | 1–1 | 1–1 |
| 3.    | Sydney                   | 6 | 1  | 3 | 2 | 7  | 8  | −1 | 6  |                               |     | 0–2 | 0–2 | —   | 0–0 |
| 4.    | Sanghaj Senhua           | 6 | 0  | 5 | 1 | 6  | 8  | −2 | 5  |                               | 0–2 | 2–2 | 2–2 | —   |     |

## Egyenes kieséses szakasz

### Nyolcaddöntő
| 1. csapat        | Össz.        | 2. csapat  | 1. mérk. | 2. mérk. |
| ---------------- | ------------ | ---------- | -------- | -------- |
| Al-Jazira        | 4–4 (i.l.g.) | Persepolis | 3–2      | 1–2      |
| Asz-Szadd        | 4–3          | el-Áhlí    | 2–1      | 2–2      |
| Zob Ahan Esfahan | 2–3          | Esteghlal  | 1–0      | 1–3      |
| El-Ajn           | 3–8          | ed-Duhaíl  | 2–4      | 1–4      |

| 1. csapat           | Össz.        | 2. csapat                | 1. mérk. | 2. mérk. |
| ------------------- | ------------ | ------------------------ | -------- | -------- |
| Tiencsin Csüancsien | 2–2 (i.l.g.) | Kuangcsou                | 0–0      | 2–2      |
| Buriram United      | 3–4          | Jeonbuk Hyundai Motors   | 3–2      | 0–2      |
| Ulszan Hyundai      | 1–3          | Szuvon Samsung Bluewings | 1–0      | 0–3      |
| Kasima Antlers      | 4–3          | Shanghai Port            | 3–1      | 1–2      |

- (i.l.g.) – idegenben lőtt gólokkal

### Negyeddöntő
| 1. csapat | Össz. | 2. csapat  | 1. mérk. | 2. mérk. |
| --------- | ----- | ---------- | -------- | -------- |
| Esteghlal | 3–5   | Asz-Szadd  | 1–3      | 2–2      |
| ed-Duhaíl | 2–3   | Persepolis | 1–0      | 1–3      |

| 1. csapat              | Össz.           | 2. csapat                | 1. mérk. | 2. mérk.   |
| ---------------------- | --------------- | ------------------------ | -------- | ---------- |
| Kasima Antlers         | 5–0             | Tiencsin Csüancsien      | 2–0      | 3–0        |
| Jeonbuk Hyundai Motors | 3–3 (bünt. 2–4) | Szuvon Samsung Bluewings | 0–3      | 3–0 (h.u.) |

### Elődöntő
| 1. csapat | Össz. | 2. csapat  | 1. mérk. | 2. mérk. |
| --------- | ----- | ---------- | -------- | -------- |
| Asz-Szadd | 1–2   | Persepolis | 0–1      | 1–1      |

| 1. csapat      | Össz. | 2. csapat                | 1. mérk. | 2. mérk. |
| -------------- | ----- | ------------------------ | -------- | -------- |
| Kasima Antlers | 6–5   | Szuvon Samsung Bluewings | 3–2      | 3–3      |

### Döntő
| 2018. november 3. 15:00 UTC+9 |

| Kasima Antlers         | 2–0 | Persepolis |
| ---------------------- | --- | ---------- |
| Silva 58' Serginho 70' |     |            |

| Kasima Stadion, Kasima, Japán Nézőszám: 35 022 Játékvezető: Ma Ning (Kína) |

| 2018. november 10. 18:30 UTC+3:30 |

| Persepolis | 0–0 | Kasima Antlers |
| ---------- | --- | -------------- |
|            |     |                |

| Azadi Stadion, Teherán, Irán Nézőszám: 100 000 Játékvezető: Ahmed Al-Kaf (Omán) |

A japán Kasima Antlers csapata győzött 2–0-ás összesítéssel.

## Góllövőlista
| Helyezés | Játékos           | Csapat                   | Gólok |
| -------- | ----------------- | ------------------------ | ----- |
| 1        | Baghdad Bounedjah | Asz-Szadd                | 13    |
| 2        | Dejan Damjanović  | Szuvon Samsung Bluewings | 9     |
| 2        | Júszef el-Arábi   | ed-Duhaíl                | 9     |
| 4        | Mame Thiam        | Esteghlal                | 7     |
| 4        | Ricardo Goulart   | Kuangcsou                | 7     |
| 6        | Marcus Berg       | El-Ajn                   | 6     |
| 6        | Kim Sinuk         | Jeonbuk Hyundai Motors   | 6     |
| 6        | Romarinho         | Al-Jazira                | 6     |